# Cazaux-Layrisse
Cazaux-Layrisse település Franciaországban, Haute-Garonne megyében. Lakosainak száma 61 fő (2022. január 1.). Cazaux-Layrisse Sost, Baren, Cier-de-Luchon, Gouaux-de-Luchon és Lège községekkel határos.

## Népesség
A település népességének változása:
| Lakosok száma | 49   | 56   | 69   | 70   | 56   | 56   | 60   | 64   | 66   | 61   |
|               | 1968 | 1982 | 1990 | 2006 | 2013 | 2015 | 2017 | 2019 | 2020 | 2022 |